# Grupo trivial
En matemática y más específicamente en teoría de grupos el grupo trivial es un grupo formado por un solo elemento, que es el elemento neutro del grupo. Todos los grupos triviales son isomorfos entre sí, denotándose generalmente como {\displaystyle C_{1}}, 1, 0, {e}, {1} o {0}, dependiendo de la notación.
Asimismo, dado cualquier grupo G, al subgrupo formado por el elemento neutro de G se le llama subgrupo trivial de G y es un grupo trivial. Por el contrario, un grupo o subgrupo es no trivial si tiene más de un elemento.
Todo grupo trivial es finito, abeliano y cíclico, siendo todos estos resultados triviales, de ahí el nombre.